# Зелёная Роща (Злынковский район)
Зелёная Роща (историческое название — Кривуша) — деревня в Злынковском районе Брянской области, в составе Щербиничского сельского поселения. 
 Расположена в 3 км к югу от села Малые Щербиничи, на правом берегу реки Ваги.

## История
Основана в середине XVIII века как владение Чарнолузских; казачьего населения не имела. До 1781 года входила в Топальскую сотню Стародубского полка; с 1782 года в Новоместском, Новозыбковском (с 1809) уезде (с 1861 года — в составе Малощербиничской волости, с 1923 в Злынковской волости).
В 1929—1932 гг. — в Чуровичском районе, в 1932—1939 в Новозыбковском районе, затем в Злынковском, при временном упразднении которого (1959—1988) — вновь в Новозыбковском. С 1919 до 1930-х гг. являлась центром Кривушинского сельсовета, затем до 1959 года состояла в Петрятинском сельсовете, в 1959—1989 гг. — в Большещербиничском, в 1989—2005 гг. — в Малощербиничском.
В 1964 году Указом Президиума ВС РСФСР деревня Кривуша переименована в Зелёную Рощу.

## Население
| 2010 | 2013 |
| ---- | ---- |
| 26   | ↘20  |

| Годы      | 1859 | 1892 | 1897 | 1901 | 1926 | 1979 | 1989 | 2002 | 2010 |
| --------- | ---- | ---- | ---- | ---- | ---- | ---- | ---- | ---- | ---- |
| Население | 282  | 411  | 497  | 460  | 542  | 127  | 66   | 50   | 26   |